# Vasyl Arkhypenko
Vasyl Albertovych Arkhypenko, né le 28 janvier 1957 à Mykolaïvka, est un athlète ukrainien, médaillé olympique pour l'Union soviétique.
Aux Jeux olympiques d'été de Moscou, il a remporté la médaille d'argent sur 400 m haies, n'étant battu que par l'est-allemand Volker Beck.

## Palmarès

### Jeux olympiques
- Jeux olympiques d'été de 1980 à Moscou (URSS)
  -  Médaille d'argent sur 400 m haies

### Championnats d'Europe d'athlétisme
- Championnats d'Europe d'athlétisme de 1978 à Prague (République tchèque)
  -  Médaille de bronze sur 400 m haies
- Championnats d'Europe d'athlétisme de 1982 à Munich (Allemagne)
  - 4e sur 400 m haies